# Johann Anton Zehnter
Johann Anton Zehnter (né le 24 mars 1851 à Messelhausen et mort le 17 décembre 1922 à Karlsruhe) est un avocat allemand et un homme politique.

## Biographie
Johann Anton Zehnter étudie le droit à Wurtzbourg et Heidelberg et devient secrétaire au ministère de la Justice de Bade en 1879. En 1881, il se rend à Mosbach comme procureur de la République, où il est promu juge de district en 1882. Dans cette position, il déménage à Constance et plus tard à Karlsruhe. À Karlsruhe, il est promu juge régional supérieur et retourne à Mosbach en 1894. De 1904 à 1910, il est président du tribunal régional d'Offenbourg, puis jusqu'en 1918 à Heidelberg. Avec sa promotion au poste de président du tribunal régional supérieur de Karlsruhe peu avant la chute de la monarchie, il devient brièvement membre de la première chambre de l'Assemblée des États de Bade. Il reste le plus haut juge de Bade jusqu'à sa mort en 1922.
De 1898 à 1918, Zehnter est député du Reichstag, où il représente la 14e circonscription du grand-duché de Bade (Tauberbischofsheim). En outre, de 1899 à 1918, il représente la circonscription électorale de Gernsbach dans la seconde chambre de l'Assemblée des États de Bade. Après 1907, il est le chef de groupe parlementaire du Zentrum et de 1917 à 1918, il est président de la seconde chambre. De 1919 à 1921, il est député et membre de l'Assemblée nationale de Bade (de). Il est également membre de l'Assemblée nationale de Weimar.
Sa tombe est à Messelhausen.

## Honneurs
- 1906 : Doctorat honoris causa de la faculté de droit et de sciences politiques de l'Université de Fribourg
- Croix de commandant, deuxième classe, de l'ordre du Lion de Zaeringen

## Travaux
- Zur Geschichte der Juden in der Markgrafschaft Baden-Durlach. In: Zeitschrift für die Geschichte des Oberrheins, Neue Folge 11 (1896), 12 (1897), 15 (1900)
- Geschichte des Ortes Messelhausen. Ein Beitrag zur Staats-, Rechts-, Wirtschafts- und Sittengeschichte von Ostfranken. Winter, Heidelberg 1901.
- Die Badische Verfassung vom 21. März 1919. Mannheim u. a. 1919, 1921.